# KAlarm
KAlarm（ケーアラーム）は KDE の GUI アプリケーションで、スケジューラである。

## 機能
KAlarm は（必要に応じて音を鳴らし）ディスプレイ内にウィンドウをポップアップさせることでユーザに時間が来たことを知らせる。
このような目的でイベント以外にも、KDE 独自のアドレスブックから取得した誕生日も自動的に選択して、それを KAlarm に登録することもできる。他にも定期的に繰り返すアラームを設定したり、テンプレートとして保存したりできる。